# Pesponto
Pesponto se refere a uma técnica de costura, em que a linha de costura é feita para ser vista pelo lado de fora da peça de vestuário, tanto por estética como por funcionalidade.
É usado com frequência em bordas de roupas, como decotes ou bainhas, ajudando o tecido a permanecer firme e dá visibilidade à borda. A técnica é utilizada ainda em bolsos ou em abas em zíperes, especialmente em bolsas. Os pespontos decorativos são projetados intencionalmente para serem demonstrados, podendo serem feitos em um fio sofisticado ou com um tipo especial de ponto. De outro lado, o pesponto geralmente é feito usando um ponto reto com uma linha que combina com o tecido da moda.

## Galeria

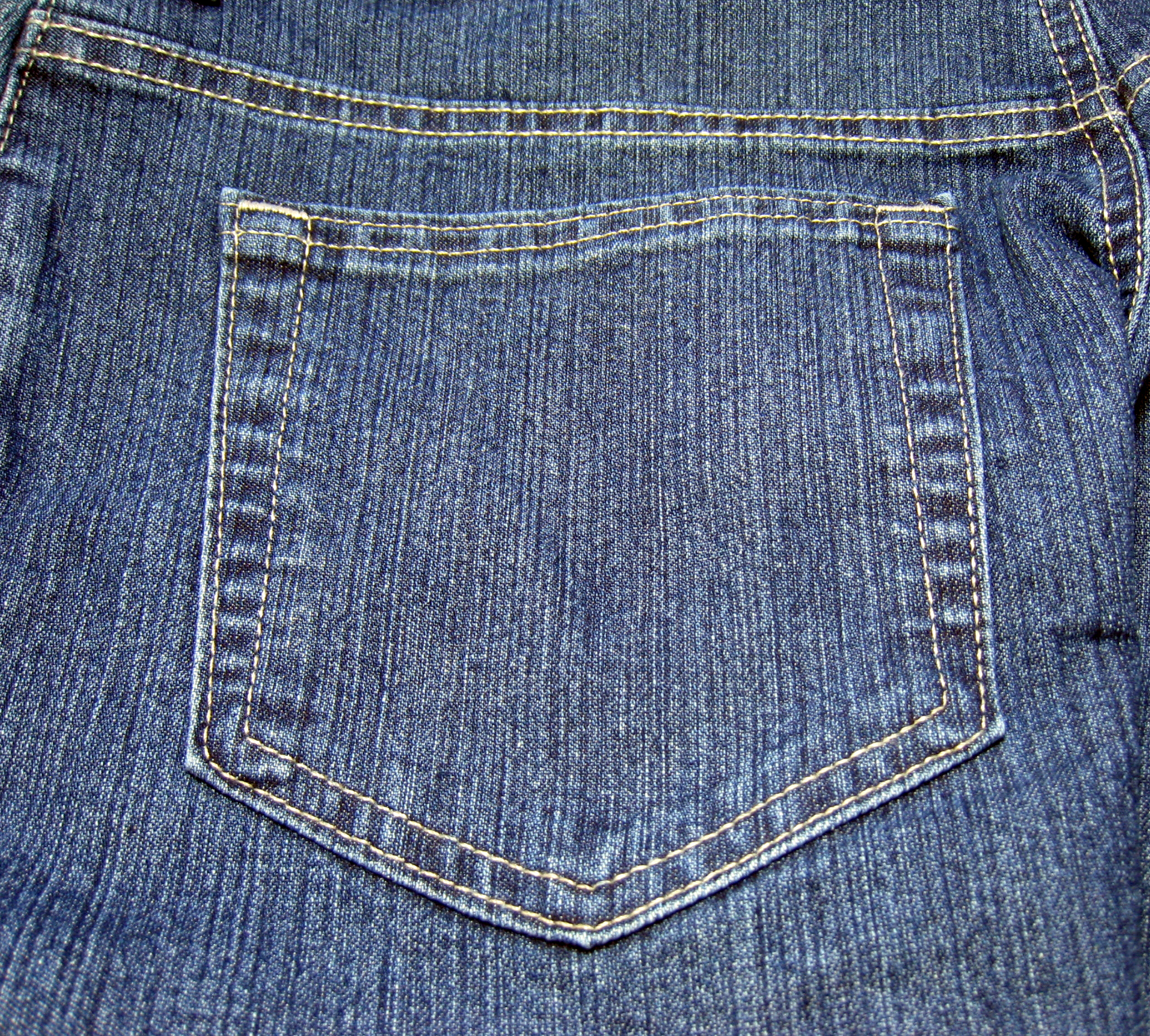
Pesponto em calça jeans.
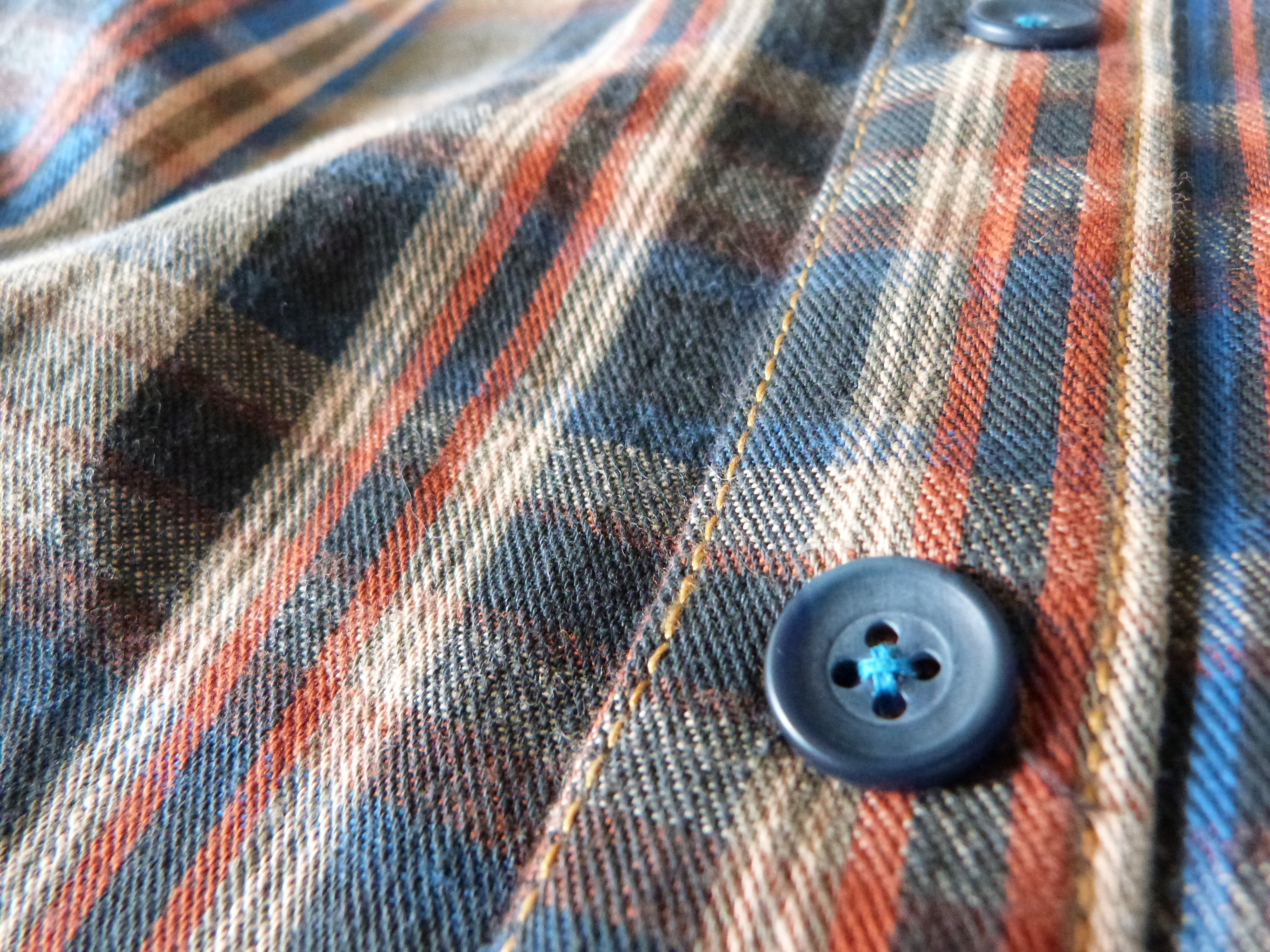
Pesponto em camisa com botões.
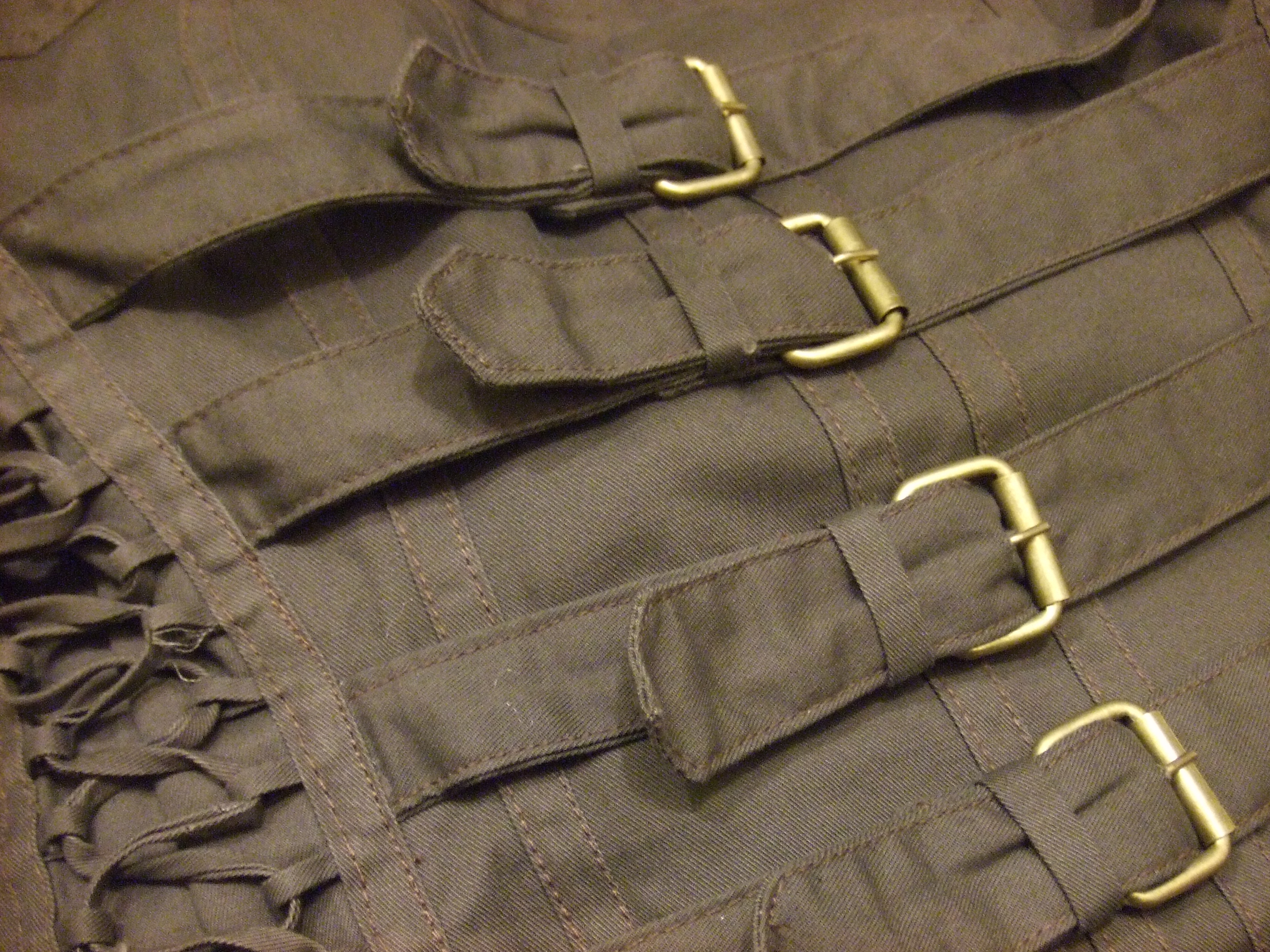
Pesponto em jaqueta.
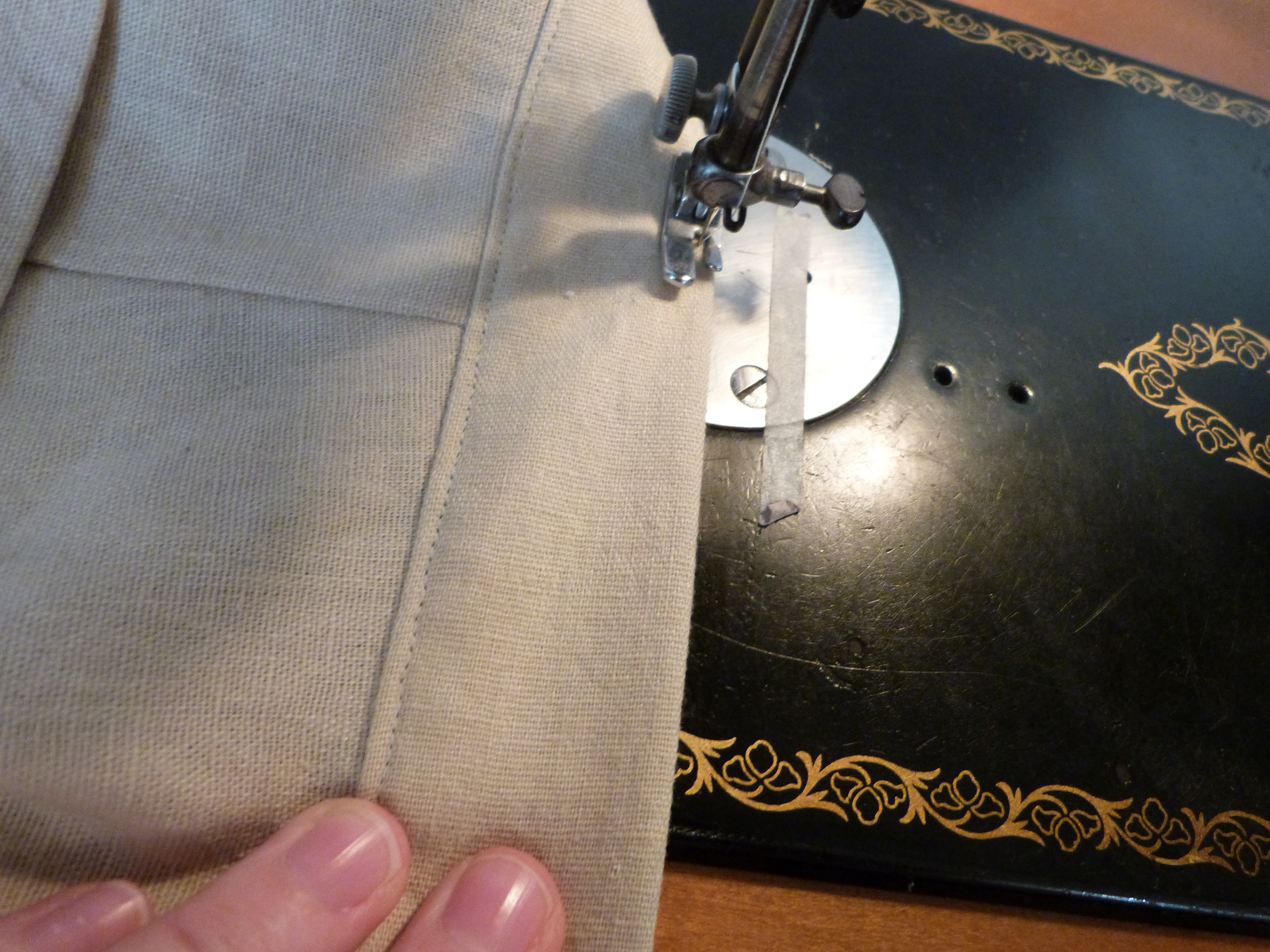
Pesponto sendo costurado em cintura.